# Малый Власьевский переулок
Ма́лый Вла́сьевский переу́лок (в 1960—1993 годах — у́лица Тане́евых) — улица в центре Москвы в Хамовниках между Гагаринским переулком и Сивцевым Вражком.

## Происхождение названия
В XVIII веке — Годеинский переулок (по домовладельцу П. П. Годеину). Современное название получил по соседству с Большим Власьевским переулком, названного так в начале XVIII веке по церкви священномученика Власия Севастийского «что на Козьем болоте», известной с начала XVII века. В 1960—1993 годах — улица Танеевых, названная в честь братьев: адвоката В. И. Танеева (1840—1921) и композитора С. И. Танеева (1856—1915).

## Описание
Малый Власьевский переулок берёт начало от Гагаринского и проходит на север параллельно Большому Власьевскому, выходит на переулок Сивцев Вражек приблизительно напротив Калошина переулка

## Примечательные здания и сооружения
По нечётной стороне:
- № 3 — в доме в 1972—1977 годах жил народный артист СССР А. Н. Грибов.
- № 5  771510308950006 — дом П. Фёдорова (после 1812)[1]. Построен в стиле ампир по типовому проекту (возможно, архитекторов В. Гесте или Л. Руска[2]). Ныне — Институт дизайна и графики; галерея «Г. О. С. Т.»;
- № 7 — жилой дом. Здесь жили актриса Ангелина Степанова (в 1971—2000 годах; мемориальная доска, скульптор А. К. Тихонов, 2008)[3], актёрская семья Марии Мироновой и Александра Менакера (с 1973; мемориальная доска, 2004)[4]. В здании располагается детский сад, Мемориальный музей-квартира актёрской семьи А. А. и М. В. Мироновых и А. С. Менакера.
- № 11 — доходный дом (1910-е, архитектор М. Е. Приёмышев).

По чётной стороне:
- № 2  771410366580005 — Городская усадьба Казаринова — Вишнякова, здесь жил композитор С. И. Танеев[5].
- № 4  771410984130005 — особняк (1858 (левая часть); пристройки 1911 года (правая часть), архитектор М. А. Фелькнер). После октябрьской революции дом был передан лётчику Б. И. Росинскому, у которого здесь бывали В. П. Чкалов, И. Н. Кожедуб, А. И. Покрышкин и другие[1].
- № 8 — собственный особняк архитектора Ф. О. Богдановича-Дворжецкого.
- № 12-14  7733118001 — особняк и доходный дом И. М. Коровина (1903, арх. И. Г. Кондратенко)[1]. После переезда в Москву здесь, в квартире № 3, жил философ Н. А. Бердяев.
- № 14/23 — межрегиональное движение «Солдатские матери».